# Austre Eidsholmen
Austre Eidsholmen est une île norvégienne du comté de Hordaland appartenant administrativement à Bergen.

## Description
Rocheuse et couverte d'arbres, elle s'étend sur environ 200 m de longueur pour une largeur approximative de 95 m. Elle compte trois habitations et plusieurs jetées d’amarrage. 